# Глазачёво (Волоколамский район)
Глазачёво — деревня в Волоколамском районе Московской области России. Входит в состав сельского поселения Кашинское. Население — 166 чел. (2010).

## География
Деревня Глазачёво расположена на северо-западе Московской области, в северной части Волоколамского района, примерно в 10 км к северо-востоку от города Волоколамска, рядом с автодорогой Р107 Клин — Лотошино. В деревне две улицы — Громовая и Ключевая. Ближайшие населённые пункты — деревни Буйгород и Ремягино. У деревни Глазачёво протекает Буйгородский ручей (бассейн Иваньковского водохранилища).

## Население
| 1852 | 1859 | 1926 | 2002 | 2006 | 2010 |
| ---- | ---- | ---- | ---- | ---- | ---- |
| 96   | ↗106 | ↗128 | ↘0   | →0   | ↗166 |

## История
В «Списке населённых мест» 1862 года Глазачево (Заовражье малое) — казённая деревня 2-го стана Волоколамского уезда Московской губернии по правую сторону Клинского тракта (из Волоколамска), в 10 верстах от уездного города, при речке Чёрной, с 15 дворами и 106 жителями (53 мужчины, 53 женщины).
По данным 1890 года входила в состав Буйгородской волости Волоколамского уезда, число душ мужского пола составляло 51 человек.
В 1913 году — 24 двора, казённая винная лавка.
По материалам Всесоюзной переписи 1926 года — деревня Буйгородского сельсовета Буйгородской волости Волоколамского уезда, проживало 128 жителей (50 мужчин, 78 женщин), насчитывалось 26 крестьянских хозяйств.
С 1929 года — населённый пункт в составе Волоколамского района Московского округа Московской области. Постановлением ЦИК и СНК от 23 июля 1930 года округа как административно-территориальные единицы были ликвидированы.
В 1939 году Буйгородский сельсовет был упразднён, все его селения переданы Поповкинскому сельсовету.
1939—1963 гг. — деревня Поповкинского сельсовета Волоколамского района.
1963—1965 гг. — деревня Поповкинского сельсовета Волоколамского укрупнённого сельского района.
1965—1972 гг. — деревня Поповкинского сельсовета Волоколамского района.
1972—1994 гг. — деревня Стеблевского сельсовета Волоколамского района (Поповкинский сельсовет переименован в Стеблевский).
В 1994 году Московской областной думой было утверждено положение о местном самоуправлении в Московской области, сельские советы как административно-территориальные единицы были преобразованы в сельские округа.
1994—2006 гг. — деревня Стеблевского сельского округа Волоколамского района.
С 2006 года — деревня сельского поселения Кашинское Волоколамского муниципального района Московской области.